# Sławomir Szeliga
Sławomir Szeliga (ur. 17 lipca 1982 w Rzeszowie) – polski piłkarz grający na pozycji defensywnego pomocnika. Grał również na pozycjach: prawy obrońca, cofnięty skrzydłowy, prawy pomocnik.

## Kariera
Sławomir Szeliga rozpoczynał swoją profesjonalną karierę w Stali Rzeszów. Wiosną 2005 roku przeniósł się do Widzewa Łódź. W sezonie 2005/06 wywalczył z tym klubem awans do Ekstraklasy. Zadebiutował w niej 28 lipca 2006, kiedy to wystąpił w wygranym 2:1 spotkaniu z Groclinem. Dwa lata później Szeliga podpisał kontrakt z Cracovią. W 2015 powrócił do Stali Rzeszów. Po sezonie 2021/2022 zakończył profesjonalną karierę.